# 上帝也瘋狂 (1980年電影)
《上帝也瘋狂》（英語：The Gods Must Be Crazy）是1980年上映的一部電影，由傑米·烏亞斯編導，為《上帝也疯狂》系列电影的第一部。本片的拍摄资金完全来源于当地资源，是南非电影业史上最成功的商业片。故事背景设置在波札那，劇情讲述一个名叫“奇”（由布希曼人歷蘇饰演）的喀拉哈里沙漠原始人的故事，奇是一个不知曉現代世界的布须曼人，意外捡到一个从飞机上掉落的可口可樂瓶子，之後发生了一连串有趣的故事。

## 續集
此部電影有1部續集《上帝也瘋狂2》，1985年拍摄，1989年发行。
还有3部香港拍的非正式的续集：《非洲和尚》1991年、《香港也瘋狂》1993年、《非洲超人》1994年。
此外还有一部南非电影 Yankee Zulu（1993年）宣传时也号称是《上帝也瘋狂4》。

## 剧情
奇和他的部族人在卡拉哈里沙漠“富裕”地生活着，他们感到很幸福，因为在他们心目中，上帝每天都给他们提供一切他们想要的东西，没有人有其他的需求。一天，一个可口可乐瓶子从飞机上掉到地面而被奇捡到，奇把瓶子拿回部落，他们觉得这个瓶子漂亮得像一件艺术品，这一定是上帝赐予他们的另一个“礼物”。他们找到了很多这个瓶子的用法，例如把它当作制作工艺品的工具、吹奏美妙的音乐等。可是，这个瓶子不像以前他们得到的那些东西，它只有一个，所以每个人都想把它据为己有。很快地，眾人变得嫉妒、愤怒，甚至大打出手。
由于瓶子引起了部落的不满，奇在向长老咨询以后认为这是一个“邪恶的东西”，神送给他们这个礼物的时候是不小心的。一些处置瓶子的尝试都失败了，奇同意到世界的边缘去朝圣，以解决这个貌似被诅咒的事情。
一路上，他遇到各种不同的人。有正在研究当地动物的生物学家安德鲁·斯泰因；村裏新录用的学校老师凯特·汤普森；山姆·博加领导的游击队，他们刚打败仗，正被政府军追捕；一个叫杰克·欣德的野生动物园导游；还有斯泰恩和他的助手兼机械师，M'pudi（正在修理他的脾气古怪的路虎）。
这天，肚子餓的奇看到了一个牲畜棚，他用麻醉枪射了一頭山羊。不久以后，奇就因此被抓进监狱。M'pudi以前跟布希族一起生活过，还讲着奇的方言，按照他的经验，奇如果被抓进监狱就出不来了，所以他和斯泰恩申请让奇当他们的向导来代替坐牢。与此同时，游击队来到凯特的学校，劫持了凯特和她的学生当人质，来帮助他们越过边境逃到邻国。斯泰恩、M'pudi和奇很快发现他们工作的地方就在恐怖分子选择的道路上。后来，他们成功地阻拦了游击队，并救出了凯特和她的学生。
与奇的任期结束，斯泰恩坚持给他工资，送他到想去的地方。同时斯泰恩也开始了一段和凯特的感情，尽管他在女性面前显得十分笨拙。
奇最终发现自己来到山顶，厚厚的云层遮蔽了山下的地形。这使奇相信他已经来到了世界的边缘，于是他将瓶子扔了下去。然后奇返回部落和家人团聚，并受到族人的热烈欢迎。

## 外部連結
- 互联网电影数据库（IMDb）上《上帝也瘋狂》的资料（英文）